# Syndicat national de la banque et du crédit
Le Syndicat national de la banque et du crédit (SNB/CFE-CGC) est une organisation syndicale française créée en 1944. Il est présidé depuis janvier 2020 par Frédéric Guyonnet.

## Histoire
Le 4 novembre 1944, le SNCB est fondé.
En 1946, il adhère à la CGC[réf. souhaitée].
En 1948, il entre au Comité interbancaire provisoire des caisses de retraite[source insuffisante].
Le 7 août 1951, un arrêté ministériel consacre le SNCB dans les banques nationalisées[pas clair][réf. nécessaire].
En 1956, le syndicat entame les prémices de la participation et de l’intéressement du personnel aux résultats[source insuffisante].
En 1973, l'organisation est renommée et devient le Syndicat National de la Banque[réf. souhaitée].
En 1982, les sections régionales sont créées[réf. nécessaire].
En 1983, l'organisation devient l'un des membres fondateurs de la Fédération nationale des syndicats des établissements de crédit (FNSEC)[réf. nécessaire].
Au début des années 2000, lors du passage à l’Euro fiduciaire, les agences bancaires ne sont pas dimensionnées pour recevoir des sommes importantes dans les deux « monnaies » (l'Euro et l'ancienne). Les syndicats font pression pour obtenir des moyens humains supplémentaires ainsi que des mesures de sécurité renforcées.
En 2003, le syndicat met en place une assistance psychologique par téléphone.
En 2011, une enquête nationale portant sur « les risques psycho-sociaux, le stress et la souffrance au travail » est réalisée en collaboration avec des universitaires ; une formation est ensuite créée pour améliorer les conditions de travail du personnel des services bancaires.
En 2017, le SNB, devient le premier syndicat de la branche bancaire, même s'il reste devancé par la CFDT chez les banques coopératives,.
En 2020, l'organisation s’oppose à la création de travailleurs indépendants locaux.
En 2022, au congrès de Poitiers, Frédéric Guyonnet est réélu Président national avec 97% des voix. Cette même année le syndicat SNB renforce son emprise sur le secteur bancaire.

## Chronologie des Présidents du SNB/CFE-CGC
Auguste MONIN : 1944 – 1945
Henry THIERY : 1946 – 1957
Adrien NARDON : 1958
Claude PORTUGAL : 1959 – 1962
Claude BEAUJEAN : 1963 – 1977
Luc DERIEUX : 1977 – 1981
Georges CAILLOUE : 1982 – 1990
Daniel RATHERY : 1991 – 1993
Jean Claude CUNY : 1994 – 1995
Jean Claude  LETANG : 1996 – 1998
Gérard LABRUNE : 1999 – 2006
Régis DOS SANTOS : 2006 – 2019
Gilles MIRA : 2019 -  2020
Frédéric GUYONNET : Depuis janvier 2020